# 166P/NEAT
La comète NEAT 8, officiellement 166P/NEAT, est une comète périodique du système solaire, découverte le 15 octobre 2001 par le programme NEAT.